# Lodalskåpa
Lodalskåpa (2 083 m ö.h.) är ett norskt berg som ligger i Stryns och Lusters kommuner i Sogn og Fjordane fylke.
Berget är en nunatak på Jostedalsbreen och Breheimens högsta topp. Lodalskåpa och Brenibba är de enda två bergen på över 2 000 meter på Jostedalsbreen.
Lodalskåpa bestegs 1844 av Gabriel Rustøy, men den första bestigningen kan ha skett av Gottfried Bohr redan 1820 (osäkert).